# جزيرة كيرة
جزيرة كيرة جزيرة سعودية وهي إحدى الجزر الواقعة في أرخبيل فرسان في البحر الأحمر غرب منطقة جازان. وهي عبارة عن جزيرة صغيرة تقع في غرب جزيرة فرسان مساحتها الكلية تبلغ حوالي 5 كيلومتر مربع، ويبلغ محيطها حوالي 11,5 كيلو متر.